# Frères d'armes (album)
Pour les articles homonymes, voir Frères d'armes (homonymie).
Albums de Zesau
Drive-By Musikk
(2011) Dirty Zoo
(2012)
Frères d'armes est le premier album solo de Zesau sorti le 28 novembre 2011 sur le label Bad-Game Musik.

## Résumé
Mûrement réfléchi (5ans de préparation), Plus Calculé, «Conçu comme un film» Frères D'Armes, sortira finalement le 28 novembre 2011. Au moment de la sortie Zesau, pilier du rap français, a dévoilé au public «les pépites qu'il renferme» et l'ensemble des extraits de l'album totalisent aujourd'hui plus d'un Million de vues sur Youtube. Ce double album sur lequel on peut retrouver de grosses collaborations tel que: Le Rat Luciano, Rim'K, Despo Rutti, Seth Gueko, Dicidens... aura notamment eu le mérite de se voir attribué le titre «d'album rap de Rue de l'année» par le magazine spécialisé StriclyHipHopMag.

## Liste des titres
CD1
| 1.    | Intro                                                               | Skaar        | 1:39 |
| 2.    | Nos vies se résument                                                | Skaar        | 4:51 |
| 3.    | C'est Grave (featuring Koryaz Dicidens, Moussa Boy & Freddy Evan's) | Drim Team    | 3:50 |
| 4.    | Dans tes mains                                                      | Drum         | 3:50 |
| 5.    | Rap cru                                                             | Skaar        | 5:08 |
| 6.    | Fric frac (featuring Ksx)                                           | Therapy 2094 | 4:28 |
| 7.    | Ca vient de la rue                                                  | Therapy 2094 | 4:31 |
| 8.    | Parasite                                                            | Niglo        | 4:16 |
| 9.    | Vitryo (featuring Rim'K (113)                                       | Skaar        | 4:47 |
| 10.   | Anti boycott (featuring B.Jay)                                      | Skaar        | 4:45 |
| 11.   | Danger (featuring Seth Gueko)                                       | Niglo        | 4:50 |
| 12.   | Noir                                                                | Brain Juice  | 4:02 |
| 51:00 |                                                                     |              |      |

CD2
| 1.    | Intro                                          | Drum         | 2:07 |
| 2.    | Encore                                         | Skaar        | 3:39 |
| 3.    | Je tue le temps                                |              | 3:38 |
| 4.    | Rudz boyz                                      | Skaar        | 3:18 |
| 5.    | Petit (featuring Jo Okacha)                    | Brain Juice  | 6:08 |
| 6.    | Le langage des pierres (featuring Despo Rutti) | Mooch        | 3:50 |
| 7.    | Maximal (featuring Nessbeal)                   | Mooch        | 5:11 |
| 8.    | Histoire de...                                 | Niglo        | 3:50 |
| 9.    | Revision (featuring Kolonel94)                 | Kro.S        | 4:16 |
| 10.   | Laisse tomber                                  | Niro         | 2:27 |
| 11.   | Fuck you Pay me (featuring le Rat Luciano)     | Skaar        | 5:30 |
| 12.   | Frères D'Armes                                 | Therapy 2094 | 7:42 |
| 51:00 |                                                |              |      |

## Clips vidéo
- Maximal feat Nessbeal (20 novembre 2011)
- Nos vies se résument (20 janvier 2012)
- Le langage des pierres feat Despo Rutti (8 avril 2012)

## Classement
| Classement (2011) | Meilleure position |
| ----------------- | ------------------ |
| France            | 162                |